# 4703 Кагосіма
4703 Кагосіма (4703 Kagoshima) — астероїд головного поясу, відкритий 16 січня 1988 року.
Тіссеранів параметр щодо Юпітера — 3,613.